# Gennaro Vitiello

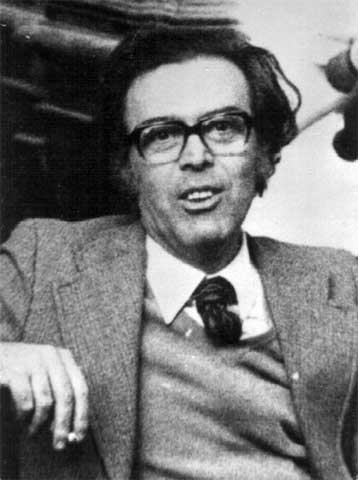
Gennaro Vitiello

Gennaro Vitiello (Torre del Greco, 15 ottobre 1929 – Napoli, 8 agosto 1985) è stato un regista e attore teatrale italiano.

## Biografia
Gennaro Vitiello nasce il 15 ottobre 1929 a Torre del Greco (NA).
Il padre Luigi è titolare di un'impresa edile e la madre Ermelinda Forte è casalinga, la sua infanzia trascorre tranquilla insieme ai suoi fratelli (Umberto, Mario, Pietro e Rachele) fino alla morte prematura del padre.
Gennaro si diploma in scenografia all'Accademia di Belle Arti di Napoli e inizia ad insegnare Disegno Ornato presso il Liceo artistico di Napoli.

Quando conosce Uta Rieger in un campo scuola a Parigi, Gennaro si occupava già di allestimenti teatrali. Si sposano nel 1964 e dal matrimonio nascono le due figlie Cordelia ed Elisabetta.
Il febbraio del 1965 vede la prima regia di Gennaro, la Moscheta tratta da un'opera del Ruzante.

Rappresentata nella sala mensa dello stabilimento di Pozzuoli della Divisione Ferroviaria dell'IMAM-Aerfer.
Nel 1966 a Napoli, in via Martucci, Gennaro trova lo spazio dove, insieme con Anna Caputi, Odette Nicoletti, Giovanni Girosi e Carlo De Simone, il Teatro Esse potrà allestire le proprie rappresentazioni. Si tratta un ex deposito di legname.

L'inaugurazione avviene il 27 dicembre con La magia della farfalla l'opera è tradotta, dallo stesso Vitiello, dal testo, edito in Italia da GM Press, di Federico García Lorca El Maleficio de la Mariposa.
Il Teatro Esse è stato il trampolino per molti artisti divenuti, poi, famosi: Peppe Barra, Leopoldo Mastelloni, Odette Nicoletti, Mauro Carosi.
Il Teatro Esse andrà avanti fino al 1972 dopo aver allestito la messa in scena di opere come Tardieu 6, I cenci di Antonin Artaud, Massa-Uomo di Toller e I Negri di Jean Genet.
In seguito Vitiello, insieme ad Enzo Salomone e a Marisa Bello crea la Libera Scena Ensemble.

Il 1977 vede la fondazione a Torre del Greco del Teatro nel Garage.

La LSE mette in scena Padrone e sotto, Il cacatoa verde, Mammà chi è, Assolo per orologio, ecc.
In questo periodo lavora con lui Nathalie Guetta.
La sua attività si interrompe improvvisamente l'8 agosto del 1985 a seguito di un ictus.
I testi delle sue rappresentazioni sono stati curati e tradotti da lui personalmente.
Ha illustrato alcuni libri per l'infanzia: L'incantesimo e Racconti italiani di ieri, entrambi del 1962 e l'Almanacco Torriani del 1963

## Gli spettacoli

### Teatro ESSE
- Moscheta di Ruzante, 1965
- La magia della farfalla di F. Garcia Lorca, 1966
- Sei atti unici di J. Tardieu da J. Tardieu, 1967
- Spasamiolipi di Spatola, Edoardo Sanguineti, Miccini, Achille Bonito Oliva, Pienotti
- I cenci di A. Artaud, 1967
- Massa-Uomo di E. Toller, 1968
- Il folle, la morte e i pupi da Il folle e la morte di Hugo von Hofmannsthal e Los Titeres de cachiporra di F. G. Lorca, 1968
- I negri di J. Genet, 1969
- Medea da L. Anneo Seneca, 1970
- K di Edoardo Sanguineti, 1971
- Il re nudo di E. Schwarz, 1971
- Prometeo legato di Eschilo, 1971
- Il funerale del padre di G. Manganelli, 1972

### Libera Scena Ensemble
- Urfaust di J. W. Goethe, 1973
- La morte di Empedocle da J. C. F. Hölderlin, 1973
- Un matrimonio d'interesse da Los Titeres de cachiporra di F. G. Lorca, 1974
- I nuovi dolori del giovane Werther di U. Plenzdorf, 1975
- K – Il funerale del padre di E. Sanguineti e G. Manganelli, 1975
- Padrone e sotto da Il signor Puntila e il suo servo Matti di B. Brecht, 1975
- Il cacatoa verde da Arthur Schnitzler, 1977
- Mammà chi è? da Il cerchio di gesso del Caucaso di B. Brecht, 1978
- La storia di Cenerentola à la manière de… da Dodici Cenerentole in cerca d'autore di Rita Cirio, 1979
- Woyzech di Georg Büchner, 1980
- Assolo per orologio di O. Zahradnìk, 1982
- Operetta per una bambola da Los Titeres de cachiporra di F. G. Lorca, 1982
- Hinkemann di E. Toller, 1983
- Edippo di U. Foscolo, 1983
- Cabaret e forse… di G. Ranieri, 1984